# Лоза (Торре-де-Монкорву)
Лоза (порт. Lousa; МФА: [ˈɫo.zɐ]) — парафія в Португалії, у муніципалітеті Торре-де-Монкорву. Розташована в північно-східній частині країни, на теренах історичної португальської провінції Трансмонтана. Входить до складу округу Браганса. За адміністративним поділом, чинним до 1976 року, терени парафії були складовою провінції Трансмонтана і Верхнє Дору. Належить до Брагансько-Мірандської діоцезії Католицької церкви. Патрон — святий Лаврентій. Площа — 33,9374 км². Населення — 358 ос. (2011). Слабо урбанізований регіон. Густота населення — 10,55 осіб/км²
. Код — 040911.

## Населення
| Кількість мешканців | Кількість мешканців | Кількість мешканців | Кількість мешканців | Кількість мешканців | Кількість мешканців | Кількість мешканців | Кількість мешканців | Кількість мешканців | Кількість мешканців | Кількість мешканців | Кількість мешканців | Кількість мешканців | Кількість мешканців | Кількість мешканців |
| ------------------- | ------------------- | ------------------- | ------------------- | ------------------- | ------------------- | ------------------- | ------------------- | ------------------- | ------------------- | ------------------- | ------------------- | ------------------- | ------------------- | ------------------- |
| 1864                | 1878                | 1890                | 1900                | 1911                | 1920                | 1930                | 1940                | 1950                | 1960                | 1970                | 1981                | 1991                | 2001                | 2011                |
| 1 000               | 1 165               | 1 244               | 1 352               | 1 475               | 1 326               | 1 345               | 1 645               | 1 660               | 1 557               | 1 086               | 897                 | 666                 | 508                 | 358                 |